# Liste der Automatenmarkt-Chartsongs (1958)
Die Liste der Automatenmarkt-Chartsongs (1958) ist eine vollständige Liste der Chartsongs, die sich im Kalenderjahr 1958 in der Zeitschrift Automatenmarkt in der Bundesrepublik platzieren konnten. Die Automatenmarkt-Charts entsprechen den US-amerikanischen Jukebox-Charts, die Billboard im Zeitraum von 1944 bis 1957 neben den Best Selling-Verkaufscharts und den Disc Jockey-Charts erhob, bevor diese im August 1958 zu einer einheitlichen Single-Chartliste zusammengeführt wurden. Ab Juli 1959 wurden die Automatenmarkt-Charts durch die Erhebungen der neu herausgegebenen Fachzeitschrift Musikmarkt abgelöst, die im Gegensatz zu ihrem Vorgänger auch Daten zum Tonträger- und Notenverkauf sowie zum Airplay-Einsatz in der Tabellenberechnung berücksichtigte.

## Probleme mit der Quellenlage
Die Berechnungen der monatlichen Charts unterliegen Ungenauigkeiten, die damit zusammenhängen, dass jede Monatsliste aus den vorhandenen Daten der einzelnen Bundesländer zu einem Gesamtergebnis kombiniert wurde. Da nicht jedes Bundesland im Zeitraum von 1954 bis 1959 durchgehend Jukebox-Daten zur Verfügung stellte, mussten die Listen aus den jeweils verfügbaren Länderdaten erstellt werden, was in der Folge zu auffälligen Chartverläufen bestimmter Songs führte.
Nicht abschließend geklärt ist die Frage, ob die Erhebung als Top 30, wie sie beispielsweise das Fachportal Chartssurfer präferiert fachlich korrekt interpretiert ist, da der Automaten-Markt in seinen Printausgaben lediglich die ersten zehn Plätze als Rangfolge angibt und als Anhang eine Aufzählung von jeweils zwanzig Songs präsentiert, die im jeweiligen Monatszeitraum signifikant im Jukebox-Bereich gespielt wurden. Erschwerend kommt hinzu, dass bei den beigefügten Songs nur das verantwortliche Label genannt wird, nicht jedoch der Interpret und die Labelnummer.

## Statistik

### Jahresanteil nach Labeln
| Label     | Anzahl Titel | Interpreten |
| --------- | ------------ | --- |
| Brunswick | 1            | The Kalin Twins, Jack Pleis |
| Capitol   | 1            | Louis Prima |
| Columbia  | 2            | Die Bernd Hansen-Sänger, Chris Howland, Paul Kuhn, die Texas-Singers |
| Decca     | 4            | Das Berliner Filmorchester, die Coronels, Willy Mattes, Klaus Ogermann, Edmundo Ros, die Sunnies, Vico Torriani |
| Electrola | 8            | Harald Banter, Ralf Bendix, Friedel Berlipp, Fred Bertelmann, Conny, das Hansen-Quartett, Angèle Durand, Paul Kuhn, Erwin Lehn, Christian Steinberg, die Texas-Singers, Franz Thon |
| London    | 2            | Billy Vaughn |
| Philips   | 5            | Ray Conniff, Horst Fischer, Nana Gualdi, Willy Hagara, Heinz Kiessling, Adalbert Luczkowski, Mitch Miller, Josef Niessen, Charles Nowa, Johnnie Ray, die Starlets |
| Polydor   | 16           | Peter Alexander, Jörg Maria Berg, die blauen Jungs, Kurt Edelhagen, Margot Eskens, Johannes Fehring, Silvio Francesco, Freddy, die James Brothers, Bert Kaempfert, Peter Kraus, Lolita, Werner Müller, die Rockies, Werner Scharfenberger, die Sieben Raben, Caterina Valente, Horst Wende |
| RCA       | 1            | Pérez Prado |

### Deutschsprachige Titel
| Anteil deutschsprachiger Titel | Gesamtzahl Titel | Prozentwert |
| ------------------------------ | ---------------- | ----------- |
| 31                             | 40               | 77,5        |

## Ersteinstiege
Januar

9 Edmundo Ros & his Orchestra - Melodie d'amour

Februar

5 Willy Hagara & die Starlets mit Adalbert Luczkowski & seinem Orchester, Arrangement: Charles Nowa - Casetta in Canada

6 Conny (Conny Froboess) & das Hansen-Quartett mit Erwin Lehn & dem Südfunk-Tanzorchester - Diana

8 Caterina Valente mit Adalbert Luczkowski & seinem Orchester - Spiel noch einmal für mich, Habanero (Calypso aus dem CCC-Film "...und abends in der Bar")

März

5 Ralf Bendix & die Texas-Singers mit dem Paul Kuhn-Ensemble - Buona sera

9 Angèle Durand mit dem Paul Kuhn-Ensemble - Melodie d'amour

April

1 Mitch Miller & his Orchestra - March from the River Kwai and Colonel Bogey (from Columbia Picture "The Bridge over the River Kwai")

4 Conny Froboess mit Christian Steinberg (Christian Schmitz-Steinberg) & seinen Orchester - I Love You, Baby

7 Fred Bertelmann mit dem Harald Banter-Ensemble - Ich bin ja nur ein Troubadour

6 Horst Fischer mit Josef Niessen & seinem Orchester, Arrangement: Heinz Kiessling - Mitternachts-Blues (aus dem Film "Immer, wenn der Tag beginnt")

Mai

5 Billy Vaughn & his Orchestra - Sail along Silvery Moon

6 Chris Howland & die Bernd-Hansen-Sänger mit Paul Kuhn & seinen Musik-Mixern - Fräulein (Foxtrott aus dem gleichnamigen Film)

Juni

6 Peter Alexander mit Kurt Edelhagen & seinem Orchester - O Josefin, die Nacht in Napoli (Foxtrot aus dem CCC-Prisma-Film "Münchhausen in Afrika")

9 Peter Kraus & die Rockies - Mach dich schön (Treat Me Nice)

10 Paul Kuhn & die Musik-Miser mit den Texas-Singers - Die Farbe der Liebe (statt weiß, trag' rot) (A White Sport Coat)

Juli

7 Peter Alexander & die Sieben Raben - Bambina (wie wär's, wie wär's mit uns zwei) (Nel blu, dipinto di blu)

8 Conny (Conny Froboess) & die Hansen Boys & Girls (das Hansen-Quartett) mit den Erwin Lehn All Stars - Auch du hast dein Schicksal in der Hand (He's Got the Whole World in his Hands)

August

5 Peter Kraus mit Werner Müller & seinem Orchester - Hula-Baby (Hula Love)

6 Margot Eskens & Silvio Francesco mit dem Orchester Kurt Edelhagen - Himmelblaue Serenade

7 Freddy (Freddy Quinn) mit Bert Kaempfert & seinem Tanz-Ensemble - Der Legionär

September

7 Pérez Prado & his Orchestra - Patricia

9 Peter Kraus mit dem Orchester Werner Scharfenberger - Mit siebzehn (Foxtrot aus dem Mundus Kurt Ullrich-Film "Immer die Radfahrer")

10 Jörg Maria Berg mit Lutz Albrecht (Johannes Fehring) & seinem Orchester - Baby, ich schieß' dir einen Teddybär (Kewpie-Doll)

Oktober

4 Vico Torriani, die Coronels (das Cornel-Trio) & die Sunnies (das Sunshine-Quartett) mit Willy Mattes & seinem Orchester - Schön und kaffeebraun (Technique)

5 Billy Vaughn & his Orchestra - La Paloma

November

7 The Kalin Twins with Jack Pleis & his Orchestra - When

8 Freddy (Freddy Quinn) mit Bert Kaempfert & seinem Tanz-Ensemble - Ich bin bald wieder hier (Rock-Fox aus dem Divina-Gloria-Film "Heimatlos")

10 Ralf Bendix & die Hansen Boys mit Friedel Berlipp (Berry Lipman) & seinem Studio-Orchester - Come prima

Dezember

3 Jörg Maria Berg mit Johannes Fehring & seinem Orchester - Patricia

6 Die James Brothers mit dem Orchester Werner Scharfenberger - Wenn (When)

10 Nana Gualdi mit Begleitorchester, Arrangement: Charles Nowa - Junge Leute brauchen Liebe (Everybody Loves a Lover)

## Tabelle (Singles)
| Interpret                                                                                         | Titel Autor(en) | Charteinstieg | Monate | HP | Labelnummer                     | Bemerkungen |
| ------------------------------------------------------------------------------------------------- | --- | ------------- | ------ | -- | ------------------------------- | --- |
| Peter Alexander mit Kurt Edelhagen & seinem Orchester                                             | O Josefin, die Nacht in Napoli (Foxtrot aus dem CCC-Prisma-Film "Münchhausen in Afrika") Heinz Gietz, Kurt Feltz                          | 01.06.1958    | 1      | 6  | Polydor 23 676                  | Originalversion aus der Musikkomödie Münchhausen in Afrika (1958) von Werner Jacobs. |
| Peter Alexander und die Sieben Raben                                                              | Bambina (wie wär's, wie wär's mit uns zwei) (Nel blu, dipinto di blu) Domenico Modugno, Franco Migliacci, Kurt Feltz                      | 01.07.1958    | 4      | 3  | Polydor 23 710                  | Deutschsprachige Version des 1958 veröffentlichten italienischen Klassikers Nel blu, dipinto di blu von Domenico Modugno. Das Original gewann u. a. das Sanremo-Festival 1958, erreichte im gleichen Jahr beim Grand Prix Eurovision de la Chanson Européenne den dritten Platz und eroberte nach dem Übersee-Export als erster nicht englischsprachiger Song die Spitze der Billboard-Verkaufscharts. Bei den Grammy Awards 1959 wurde der Song schließlich als beste Single des Jahres und als bester Song des Jahres ausgezeichnet. |
| Ralf Bendix & die Hansen Boys mit Friedel Berlipp & seinem Orchester                              | Come prima Mario Panzeri, Sandro Taccani, Vincenzo Di Paola, Günther Schwenn                                                              | 01.11.1958    | 2      | 9  | Electrola 45-EG 8863            | Deutschsprachige Version des gleichnamigen italienischen Originals, das in der Urversion von Tony Dallara ein großer Verkaufshit in Italien war und 1958 mit der Version von Marino Marini im Vereinigten Königreich Erfolge feierte. |
| Ralf Bendix & die Texas-Singers mit dem Paul-Kuhn-Ensemble                                        | Buona sera Carl Sigman, Peter DeRose, Axel Weingarten                                                                                     | 01.03.1958    | 2      | 5  | Electrola 45-EG 8770            | Deutschsprachige Version des gleichnamigen Originalsongs von Louis Prima. |
| Jörg Maria Berg mit Johannes Fehring & seinem Orchester                                           | Patricia Pérez Prado, Hans Fritz Beckmann                                                                                                 | 01.12.1958    | 1      | 3  | Polydor 23 821                  | Deutschsprachige Textversion des gleichnamigen Originalstückes von Pérez Prado. |
| Jörg Maria Berg mit Lutz Albrecht & seinem Orchester                                              | Baby, ich schieß' dir einen Teddybär (Kewpie Doll) Sid Tepper, Roy C. Bennett, Carl Ulrich Blecher                                        | 01.09.1958    | 3      | 9  | Polydor 23 759                  | Deutschsprachige Version des 1958 veröffentlichten US-Popsongs Kewpie Doll, der Ende der 1950er Jahre Teil des Kewpie-Merchandisings war. Die bekannteste Version von Perry Como erreichte Platz 6 der Billboard-Verkaufscharts. Hinter dem Pseudonym Lutz Albrecht verbirgt sich Johannes Fehring. |
| Fred Bertelmann mit Franz Thon & dem Tanzorchester ohne Namen                                     | Der lachende Vagabund Jim Lowe, Peter Moesser                                                                                             | 01.11.1957    | 4      | 1  | Electrola 45-EG 8732            | Deutschsprachige Version des Countrysongs Gambler’s Guitar (1953), der in der Version von Rusty Draper Platz 6 der Billboard-Verkaufscharts erreichte. Der lachende Vagabund gehört bis heute zu den kommerziell erfolgreichsten Schlagerproduktionen der Bundesrepublik, verkaufte sich auch in den Vereinigten Staaten und erhielt eine Goldene Schallplatte. Ferner wurde der Song 1958 zum musikalischen Leitmotiv der gleichnamigen Schlagerkomödie Der lachende Vagabund (1957) von Thomas Engel, in dem Fred Bertelmann auch die Hauptrolle spielte. |
| Fred Bertelmann mit dem Harald-Banter-Ensemble                                                    | Ich bin ja nur ein Troubadour Karl Götz, Walter Brandin                                                                                   | 01.04.1958    | 2      | 7  | Electrola 45-EG 8785            | |
| Die Blauen Jungs mit dem Orchester Werner Scharfenberger                                          | Zuhause, zuhause (Foxtrot aus dem Berolina-Film "Blaue Jungs") Werner Scharfenberger, Fini Busch                                          | 01.11.1957    | 3      | 3  | Polydor 50 509 / Polydor 23 509 | Version des Schlagers aus dem Abenteuerfilm Blaue Jungs (1957) von Wolfgang Schleif. |
| Conny mit Christian Steinberg & seinem Orchester                                                  | I Love You, Baby Paul Anka, Ralph Maria Siegel                                                                                            | 01.04.1958    | 5      | 2  | Electrola 45-EG 8790            | Deutschsprachige Version des gleichnamigen Pophits von Paul Anka. |
| Conny & das Hansen-Quartett mit Erwin Lehn seinem Südfunk-Orchester                               | Diana Paul Anka, Peter Ström | 01.02.1958    | 6      | 2  | Electrola 45-EG 8778            | Deutschsprachige Version des gleichnamigen Pophits von Paul Anka. Der Debütsong Diana, den Paul Anka 1957 im Alter von erst fünfzehn Jahren komponierte, fand über Vermittlung des Komponisten Don Costa den Weg über Kanada in die Vereinigten Staaten und erreichte sowohl dort als auch im Vereinigten Königreich die Spitze der jeweiligen Verkaufscharts. Hinter dem Pseudonym Peter Ström verbirgt sich Nils Nobach. |
| Conny & die Hansen Boys & Girls mit den Erwin Lehn All Stars                                      | Auch du hast dein Schicksal in der Hand (He's Got the Whole World in his Hands) Traditional, Geoff Love, Peter Ström                      | 01.07.1958    | 2      | 8  | Electrola 45-EG 8830            | Deutschsprachige Version des 1927 komponierten Spirituals He's Got the Whole World in his Hands, der 1957 über die Version des damals dreizehnjährigen Laurie London den Weg in die Popwelt fand und bis heute weltweit zu einem der bekanntesten und erfolgreichsten Gospelsongs zählt. |
| Angèle Durand mit dem Paul Kuhn-Ensemble                                                          | Melodie d'amour Henri Salvador, Leo Johns, Glando                                                                                         | 01.03.1958    | 2      | 9  | Electrola 45-EG 8777            | Deutschsprachige Rumba-Version des 1931 auf den Französischen Antillen nachgewiesenen Folksongs Maladie d'amour, der durch die 1949 aufgenommene Version des aus Französisch-Guayana stammenden Komponisten und Schauspielers Henri Salvador (1917–2008) Bekanntheitsgrad erlangte. |
| Margot Eskens & Silvio Francesco mit dem Orchester Kurt Edelhagen                                 | Himmelblaue Serenade Gino Redi, Kurt Feltz                                                                                                | 01.08.1958    | 3      | 3  | Polydor 23 678                  | Deutschsprachige Version des 1958 von Gino Redi (1908–1962) komponierten italienischen Originals Timida serenata. |
| Horst Fischer mit Josef Niessen & seinem Orchester, Arrangement: Heinz Kiessling                  | Mitternachts-Blues (aus dem Film "Immer wenn der Tag beginnt") Franz Grothe, Willy Dehmel                                                 | 01.04.1958    | 1      | 8  | Philips 345 005 PF              | Instrumentalversion aus der Musikkomödie Immer wenn der Tag beginnt (1957) von Wolfgang Liebeneiner. Die im Film verwendete Textversion wird von Zarah Leander gesungen. |
| Freddy mit Bert Kaempfert & seinem Tanz-Ensemble                                                  | Der Legionär Lotar Olias, Peter Moesser                                                                                                   | 01.08.1958    | 3      | 7  | Polydor 23 681                  | |
| Freddy mit Bert Kaempfert & seinem Tanz-Ensemble                                                  | Ich bin bald wieder hier (Rock-Fox aus dem Divina-Gloria-Film "Heimatlos") Lotar Olias, Peter Moesser                                     | 01.11.1958    | 1      | 8  | Polydor 23 781                  | Originalversion aus dem Liebesdrama Heimatlos (1958) von Herbert B. Fredersdorf. |
| Freddy mit Horst Wende & seiner Calypso-Band                                                      | Einmal in Tampico (Calypso aus dem Melodie-Herzog-Film "Die große Chance") Lotar Olias, Peter Moesser                                     | 01.11.1957    | 2      | 5  | Polydor 50 481 / Polydor 23 481 | Originalversion aus dem Schlagerfilm Die große Chance (1957) von Hans Quest, in dem Freddy Quinn sich für zwei Gesangsauftritte (Einmal in Tampico / Ein armer Mulero) selbst spielt. |
| Nana Gualdi mit Begleitorchester, Arrangement: Charles Nowa                                       | Junge Leute brauchen Liebe (Everybody Loves a Lover) Richard Adler, Robert Allen, Charly Niessen                                          | 01.12.1958    | 1      | 8  | Philips 345 070 PF              | Deutschsprachige Version des US-Originals Everybody Loves a Lover, das in der Version von Doris Day Platz 6 der Billboard-Verkaufscharts erreichte. |
| Willy Hagara & die Starlets mit Adalbert Luczkowski & seinem Orchester, Arrangement: Charles Nowa | Casetta in Canada Vittorio Mascheroni, Rolf Faber                                                                                         | 01.02.1958    | 4      | 4  | Philips 345 01 PF               | Deutschsprachige Version des italienischen Originals Casetta in Canadà, das in der Version von Carla Boni auf dem Sanremo-Festival 1957 den vierten Platz errang. |
| Chris Howland & die Bernd Hansen-Sänger mit Paul Kuhn & seinen Musik-Mixern                       | Fräulein (Foxtrott aus dem gleichnamigen Film) Lawton Williams, Lambert Fleming                                                           | 01.05.1958    | 4      | 4  | Columbia 45-DW 5625             | Deutschsprachige Version des US-Countryhits Fraulein, der 1957 in der Version von Bobby Helms Platz 1 der US-Country-Charts erreichte. Entgegen dem Labelausdruck ist der Song kein Bestandteil des 1958 veröffentlichten Kriegsfilms Fräulein (1958) von Henry Koster. |
| Die James Brothers mit dem Orchester Werner Scharfenberger                                        | When (Wenn) Jack Reardon, Paul Evans, Hilla May, Carl Ulrich Blecher                                                                      | 01.12.1958    | 1      | 6  | Polydor 23 819                  | Deutschsprachige Version des US-Hits When von den Kalin Twins. Die James Brothers waren ein Zusammenschluss der beiden österreichischen Schlagerstars Peter Kraus und Jörg Maria Berg, die neben ihren erfolgreichen Solo-Karrieren bis 1961 auch als Duo mehrere Charterfolge erringen konnten. |
| The Kalin Twins with Jack Pleis & his Orchestra                                                   | When Jack Reardon, Paul Evans | 01.11.1958    | 2      | 4  | Brunswick 12 135                | When, der größte kommerzielle Erfolg der Kalin Twins, erreichte die Spitze der britischen Charts sowie der US-amerikanischen R&B-Charts. Der Song erfuhr mehrere Cover-Versionen, von denen die Softpop-Umsetzung von John Kincade aus dem Jahr 1974 sowie die Rockabilly-Variante der britischen Partyband Showaddywaddy von 1977 länderübergreifend hohe Chartpositionen errangen. |
| Peter Kraus mit Werner Müller & seinem Orchester                                                  | Hula-Baby (Hula Love) Buddy Knox, Hans Bradtke                                                                                            | 01.08.1958    | 5      | 2  | Polydor 23 722                  | Deutschsprachige Version des ursprünglich 1911 veröffentlichten Titels My Hula Hula Love, der 1957 als Hula Love in der Rockversion von Buddy Knox den höchsten Bekanntheitsgrad errang. |
| Peter Kraus mit dem Orchester Werner Scharfenberger                                               | Mit siebzehn (Foxtrot aus dem Mundus Kurt Ullrich-Film "Immer die Radfahrer") Werner Scharfenberger, Fini Busch                           | 01.09.1958    | 3      | 6  | Polydor 23 744                  | Originalversion aus dem Musikkomödie Immer die Radfahrer (1958) von Hans Deppe mit Hans-Joachim Kulenkampff, Heinz Erhardt und Wolf Albach-Retty in den Hauptrollen. |
| Peter Kraus & die Rockies                                                                         | Mach' dich schön (Treat Me Nice) Jerry Leiber, Mike Stoller, Peter Moesser                                                                | 01.06.1958    | 2      | 6  | Polydor 23 643                  | Deutschsprachige Version des 1957 veröffentlichten Originals Treat Me Nice von Elvis Presley. |
| Paul Kuhn & seine Musik-Mixer mit den Texas-Singers                                               | Die Farbe der Liebe (statt weiß, trag' rot) (A White Sport Coat) Marty Robbins, Ralph Maria Siegel                                        | 01.06.1958    | 4      | 4  | Columbia 45-DW 5621             | Deutschsprachige Version des 1957 veröffentlichten Countrysongs A White Sport Coat von Marty Robbins, der die Spitze der US-Country-Charts und Platz 2 der Billboard-Verkaufscharte erreichte. |
| Lolita mit dem Orchester Werner Scharfenberger                                                    | Der weiße Mond von Maratonga (langsamer Walzer aus dem Berolina-Film "Blaue Jungs") Werner Scharfenberger, Fini Busch                     | 01.11.1957    | 2      | 8  | Polydor 50 505 / Polydor 23 505 | Originalversion aus dem Abenteuerfilm Blaue Jungs (1957) von Wolfgang Schleif. Lolita synchronisiert in der Produktion den Gesangsauftritt der Darstellerin Maëa Flohr. |
| Mitch Miller & his Orchestra                                                                      | March from the River Kwai and Colonel Bogey (from Columbia Picture "The Bridge on the River Kwai") Malcolm Arnold                         | 01.04.1958    | 6      | 1  | Philips 322 205 BF              | Titelmarsch des Kriegsdramas Die Brücke am Kwai (1957) von David Lean nach dem 1952 von Pierre Boulle veröffentlichten Roman Le Pont de la rivière Kwai. Das Stück besteht aus zwei Teilen: Dem eigentlichen Kwai-Marsch sowie einer modernisierten Form des ursprünglich 1914 veröffentlichten Militärmarsches Colonel Bogey, der im Zweiten Weltkrieg vorwiegend als Spottsong auf das Dritte Reich eingesetzt wurde und in der Version von Mitch Miller durch die legendären gepfiffenen Passagen zu einem der erfolgreichsten und berühmtesten Filmthemen aufstieg, das bis heute in die Populärkultur hineinwirkt. Die Brücke am Kwai gewann bei der Oscarverleihung 1958 sieben Preise, darunter als bester Film, für die beste Regie, die beste Filmmusik von Malcolm Arnold und Alec Guinness als bester Hauptdarsteller.                                                                                   |
| Pérez Prado & his Orchestra                                                                       | Patricia Pérez Prado | 01.09.1958    | 4      | 1  | RCA 47-7245                     | Das Instrumentalstück Patricia erreichte 1958 die Spitze der Billboard Top 100-Charts und wird bis heute in verschiedenen Film- und TV-Formaten eingesetzt. |
| Louis Prima                                                                                       | Buona sera Carl Sigman, Peter DeRose | 01.09.1957    | 6      | 3  | Capitol F 80 417                | Die bis heute bekannteste Rolle des italoamerikanischen Entertainers Louis Prima (1910–1978) ist der Synchronpart des Affenkönigs King Louie in der Originalversion des Walt-Disney-Klassikers Das Dschungelbuch, für den er auch den Song I Wan’na Be Like You beisteuerte (deutsche Version: Klaus Havenstein - Ich wär gern wie du). |
| Johnnie Ray with Ray Conniff                                                                      | Yes Tonight, Josephine Winfield Scott, Dorothy Goodman                                                                                    | 01.11.1957    | 1      | 10 | Philips 322 056 BF              | Die Background-Text des Partyklassikers lautet Yip yip way bop de boom ditty boom ditty. |
| Edmundo Ros & his Orchestra                                                                       | Melodie d'amour Leo Johns, Marc Lanjean                                                                                                   | 01.01.1958    | 5      | 4  | Decca D 18 591                  | |
| Vico Torriani, die Sunnies & die Coronels mit Willy Mattes & seinem Tanzorchester                 | Schön und kaffeebraun (Technique) Johnny Mercer, Hans Bradtke                                                                             | 01.10.1958    | 3      | 3  | Decca D 18 303                  | Deutschsprachige Version des Originals Technique, den Johnny Mercer 1957 für den Musicalfilm Bernardine (1957) von Henry Levin schrieb, der im deutschsprachigen Bereich nicht herausgebracht wurde. |
| Vico Torriani, die Sunnies & die Coronels mit Klaus Ogermann & dem Berliner Filmorchester         | Ananas aus Caracas (Mambo aus dem Gloria-Film "Siebenmal in der Woche") Erwin Halletz, Hans Bradtke                                       | 01.10.1957    | 1      | 6  | Decca D 18 557                  | Originalversion aus der Musikkomödie Siebenmal in der Woche (1957) von Harald Philipp. Vico Torriani spielt einen berühmten Sänger, der eine Scheinehe mit dem vermeintlichen Mauerblümchen Gertie eingehen will, um sich vor seiner zudringlichen weiblichen Fanschaft zu retten, sich dann aber tatsächlich in sie verliebt. Klaus Ogermann (1930–2016) wanderte 1959 nach New York aus und wurde unter seinem anglisierten Namen Claus Ogerman ein weltbekannter Arrangeur. |
| Vico Torriani, die Sunnies & die Coronels mit Klaus Ogermann & dem Berliner Filmorchester         | Siebenmal in der Woche (Foxtrott aus dem Gloria-Film "Siebenmal in der Woche") Erwin Halletz, Hans Bradtke                                | 01.09.1957    | 1      | 7  | Decca F 46 540 / Decca D 18 540 | Originalversion aus der Musikkomödie Siebenmal in der Woche (1957) von Harald Philipp. |
| Caterina Valente mit Adalbert Luczkowski & seinem Orchester                                       | Spiel noch einmal für mich, Habanero (Calypso aus dem CCC-Film "...und abends in die Scala") Heinz Gietz, Kurt Feltz                      | 01.02.1957    | 6      | 2  | Polydor 23 584                  | Originalversion aus dem Musikfilm Und abends in die Scala (1958) von Erik Ode. |
| Caterina Valente mit dem Orchester Kurt Edelhagen                                                 | Wo meine Sonne scheint (Island in the Sun) (Calypso aus dem 20th Century-Fox-Film "Heiße Erde") Harry Belafonte, Lord Burgess, Kurt Feltz | 01.12.1957    | 3      | 2  | Polydor 50 551 / Polydor 23 551 | Synchronversion aus dem Filmdrama Heiße Erde (1957) von Robert Rossen; deutschsprachige Version des Filmsong-Klassikers Island in the Sun von Harry Belafonte. |
| Billy Vaughn & his Orchestra                                                                      | La Paloma Sebastián de Yradier, Billy Vaughn                                                                                              | 01.10.1958    | 3      | 1  | London DL 20 188                | La Paloma, eine 1863 entstandene Liedkomposition aus der Feder des spanischen Komponisten Sebastián de Yradier (1809–1865), die einen bedeutsamen historischen Einsatz im Kampf Mexikos gegen imperialistische europäische Kolonialbestrebungen im Jahr 1867 hatte, erhielt Ende es 19. Jahrhunderts den deutschen Text, der das ursprüngliche Revolutionslied zu einem Seemannslied umdichtete. Die bekannteste Version wurde 1944 von Hans Albers für den Film Große Freiheit Nr. 7 (1944) von Helmut Käutner aufgenommen. Seit Kriegsende gehört La Paloma international zu den am häufigsten gecoverten Liedklassikern, der bis heute einen breiten Einsatz in TV- und Filmproduktionen genießt und neben der Jazzvariante von Billy Vaughn 1961 als Seemannsschlager von Freddy Quinn und 1973 in einer weiteren Schlagervariante von Mireille Mathieu den ersten Platz der deutschen Single-Charts erreichte. |
| Billy Vaughn & his Orchestra                                                                      | Sail Along Silvery Moon Harry Tobias, Percy Wenrich                                                                                       | 01.05.1958    | 8      | 1  | London DL 20 154                | Instrumentale Jazzversion des ursprünglich 1937 komponierten Hawaii-Songs, der durch die Version von Bing Crosby bekannt wurde. Billy Vaughns Umsetzung erreichte Platz sechs der Billboard year-end top 50 singles of 1958. |

### Weitere Songs
In diesem Abschnitt werden die Songs aufgelistet, die in den Automatenmarkt-Ausgaben von Januar bis Dezember 1958 ohne offizielle Chartplatzierungen in den monatlichen Tabellen aufgeführt waren.
- Peter Alexander mit Adalbert Luczkowski & seinem Orchester - Das ist alles längst vorbei (Polydor 50 521 / Polydor 23 521)
- Peter Alexander & die Sieben Raben - Wunderbares Mädchen (Catch a Falling Star) (Polydor 23 710)
- Lale Andersen & die Wasserratten mit Friedel Berlipp (Barry Lipman) & seinem Seemanns-Orchester - Armer kleiner Marinero (Electrola 45-EG 8724 / Electrola E 20 170)
- Paul Anka with Don Costa & his Orchestra - I Love You, Baby (Columbia 45-DW 5609)
- Paul Anka with Don Costa & his Orchestra & Chorus - Diana (Columbia 45-DW 5602)
- Die Benicarlos mit Willy Berking & seinem Orchester - Blauer Himmel, weiße Wolken, grüne Felder (Decca D 18 653)
- Tony Bennett with Ray Ellis & his Orchestra - In the Middle of an Island (Philips 322 120 BF)
- Jörg Maria Berg mit Johannes Fehring & seinem Orchester - Torero (Polydor 23 821)
- Fred Bertelmann & die Hansen Girls mit Erwin Lehn & seinem Orchester - Aber du heißt Pia (Canzone-Fox aus dem Willy Zeyn-Film der Union "Der lachende Vagabund") (Electrola 45-EG 8845 / Electrola E 20 969)
- Erni Bieler mit dem Orchester Max Greger - Eine Reise ins Glück (Sail along Silv´ry Moon) (Polydor 23 695)
- Die Blauen Jungs - Auch für mich kommt die Zeit (Polydor 23 630)
- Die Blauen Jungs mit dem Orchester Werner Scharfenberger - Einmal die Ferne seh'n (Walzer aus dem Seitz-Constantin-Film "Mein Schatz ist aus Tirol") (Polydor 23 745)
- The Champs - Tequila (London DL 20 162)
- The Chordettes with Archie Bleyer & his Orchestra - Lollipop (London DL 20 163)
- Chris Barber's Jazz Band - Petite fleur (Metronome B 45-1167)
- Club Italia (Caterina Valente & Silvio Francesco) - Roter Wein und Musik in Toskanien (Polydor 23 740)
- Conny (Conny Froboess) & die Hansen Boys & Girls (das Hansen-Quartett) mit den Erwin Lehn All Stars - Blue Jean Boy (Foxtrott aus dem Zeyn-Union-Film "Der lachende Vagabund") (Electrola EG 8843)
- Conny (Conny Froboess) & die Hansen Boys & Girls (das Hansen-Quartett) mit den Erwin Lehn All Stars - Glockengießer Rock (Let the Bells Keep Ringing) (Electrola EG 8830)
- Angèle Durand & die Hansen Boys & Girls (das Hansen-Quartett) mit Friedel Berlipp (Berry Lipman) & seiner Studio Band - Hula Hop (Hop-a-Hula) (Electrola 45-EG 8874 / Electrola E 21 045)
- Freddy (Freddy Quinn) mit Horst Wende & seinen Tanz-Solisten - Ich bin ein Vagabund (Love is a Golden Ring) (Polydor 23 581)
- Gabriele (Gabriele Clonisch) & mit dem Orchester Erwin Halletz - Schokoladen-Eis (Polydor 23 816)
- Gabriele (Gabriele Clonisch) & mit dem Orchester Werner Scharfenberger - Vielleicht in 3, 4, 5, 6 Jahren (Foxtrot aus dem Seitz-Constantin-Film "Mein Schatz ist aus Tirol") (Polydor 23 751)
- Max Greger & sein Orchester - Singing Hills (Polydor 23 865)
- Die Heimatsänger - Köhlerliesel (Decca F 46 539 / Decca 18 539)
- Friedel Hensch & die Cyprys mit Horst Wende & seinen Tanzsolisten - Solang' die Sterne glüh'n (Polydor 50 437 / Polydor 23 437)
- Bibi Johns mit Adalbert Luczkowski & seinem Orchester - Aber nachts in der Bar (Foxtrot aus dem Central-Europa-Film "Wenn Frauen schwindeln") (Polydor 23 598)
- Bert Kaempfert & sein Orchester, Trompete: Billy Mo - Mitternachts-Blues (Blues aus dem Bavaria-Schorcht-Film "Immer wenn der Tag beginnt") (Polydor 23 642)
- Peter Kraus mit dem Orchester Erwin Halletz - Wenn Teenager träumen (A Teenager's Romance) (Polydor 23 602)
- Peter Kraus mit dem Orchester Werner Scharfenberger - Sugar-Baby (Foxtrot aus dem Melodie-Constantin-Film "Wenn die Conny mit dem Peter") (Polydor 23 844)
- Peter Kraus & Micky Main mit dem Orchester Werner Scharfenberger - Ich möcht' mit dir träumen (Foxtrot aus dem Melodie-Constantin-Film "Teenager-Melodie") (Polydor 23 837)
- Lolita mit dem Orchester Werner Scharfenberger - Addio Amigo (Polydor 23 600)
- Lolita mit dem Orchester Werner Scharfenberger - Mexicano (Polydor 23 659)
- Laurie London with Geoff Love & his Orchestra & Chorus - He's Got the Whole World in his Hands (Odeon 45-O 29 184 / Odeon 20 267)
- Manolita (Vera De Luca) mit Adalbert Luczkowski & seinem Orchester - Tomatos (Telefunken U 55 025)
- Bob Martin mit dem Orchester Carl de Groof - Zurück in die Heimat (Polydor 23 572)
- Die Nilsen Brothers mit Friedel Berlipp (Barry Lipman) & seiner Studio Band - Tom Dooley (Electrola 45-EG 8880 / Electrola E 21 053)
- Elvis Presley with the Jordanaires - Don't (RCA 47-7150)
- Das Rodgers-Duo mit Rudi Bohn & seinem Orchester & Chor - Fernweh (der Fremdenlegionär) (Decca D 18 785)
- Die Teddies mit Bert Kaempfert & seinem Tanz-Ensemble - Die Nacht, die Nacht (Put a Light in the Window) (Polydor 23 649)
- Die Teddies mit Horst Wende & seinen Tanz-Solisten - Kamerad, wo bist du? (Polydor 23 608)
- Die Teddies mit Horst Wende & seinen Tanz-Solisten - Wir waren drei Kameraden (Polydor 23 445)
- Todd, Art & Dotty - Chanson d'amour (Song of Love) (London DL 20 172)
- Vico Torriani, die Sunnies (das Sunshine-Quartett) & die Coronels (das Cornel-Trio) mit Klaus Ogermann (Claus Ogerman) & dem Berliner Filmorchester - Ananas aus Caracas (Mambo aus dem Gloria Film "Siebenmal in der Woche...") (Decca D 18 557)
- Caterina Valente mit Orchesterbegleitung - Dich werd' ich nie vergessen (Polydor 50 453 / Polydor 23 453)
- Caterina Valente mit Kurt Edelhagen & seinem Orchester - Frag' mich nie, was Heimweh ist (Cowboy-Jonny) (Polydor 50 453 / Polydor 23 453)
- Billy Vaughn & his Orchestra - Cimarron (Roll on) (London DL 20 200)
- Billy Vaughn & his Orchestra - Raunchy (London DL 20 154)
- Christa Williams mit Béla Sanders & seinem Orchester & Chor - Das kommt im Leben nie wieder (das ist die Geschichte von Charly) (Decca D 18 592)
- Christa Williams & Jo Roland mit Willy Berking & seinem Orchester - Himmelblaue Serenade (Timida serenata) (Decca D 18 769)
- Christa Williams & Jo Roland mit Willy Berking & seinem Orchester - Oh, das wär' schön (Oh, Lonesome Me) (Decca D 18 769)
- Ditta Zusa (Lolita) & Jimmy Makulis mit dem Orchester Carl de Groof - Sieben Berge, sieben Täler (Cinco Robles) (Heliodor 78 0159 / Heliodor 45 0159)